# Världscupen i bob 2014/2015
Världscupen i bob 2014/2015 var en internationell tävling bestående av flera mindre tävlingar i bobsleigh och skeleton. Säsongen började i Lake Placid, USA, den 8-13 december 2014 och avslutas i Sotji, Ryssland, den 10-15 februari 2015. 
Världsmästerskapen hölls den 23 februari - 8 mars 2015. Tävlingarna arrangerades av FIBT.
Världscupen i skeleton 2014/2015 kördes parallellt med denna och hade samma tävlingsschema.

## Kalender[1]
| Plats             | Datum                        |
| ----------------- | ---------------------------- |
| Lake Placid       | 8-13 december 2014           |
| Calgary           | 15-21 december 2014          |
| Altenberg         | 5-11 januari 2015            |
| Königssee         | 12-18 januari 2015           |
| St. Moritz        | 19-25 januari 2015           |
| La Plagne         | 26 januari - 1 februari 2015 |
| Igls              | 2-8 februari 2015            |
| Sotji             | 10-15 februari 2015          |
| Winterberg (VM) * | 23 februari - 8 mars 2015    |

- ingick inte i världscupen

## Resultat

### Tvåmanna, herrar
| Gren:       | Vinnare:                                      | Tid     | Andra:                                                             | Tid     | Tredje:                               | Tid     |
| Lake Placid | Francesco Friedrich Thorsten Margis Tyskland  | 1.51,14 | Oskars Melbārdis Daumants Dreiškens Lettland                       | 1.51,31 | Nick Cunningham Casey Wickline USA    | 1.51,40 |
| Calgary     | Oskars Melbārdis Daumants Dreiškens Lettland  | 1.49,60 | Francesco Friedrich Martin Grothkopp Tyskland                      | 1.49,63 | Beat Hefti Alex Baumann Schweiz       | 1.49,66 |
| Altenberg   | Beat Hefti Alex Baumann Schweiz               | 1.53,17 | Oskars Melbārdis Daumants Dreiškens Lettland                       | 1.53,25 | Nico Walther Joshua Bluhm Tyskland    | 1.53,41 |
| Königssee   | Beat Hefti Alex Baumann Schweiz               | 1.41,16 | Nico Walther Marko Hübenbecker Tyskland                            | 1.41,68 | Justin Kripps Bryan Barnett Kanada    | 1.42,19 |
| St. Moritz  | Oskars Melbārdis Daumants Dreiškens Lettland  | 2.12,26 | Beat Hefti Alex Baumann Schweiz Uģis Žaļims Intars Dambis Lettland | 2.12,40 |                                       |         |
| La Plagne   | Francesco Friedrich Martin Grothkopp Tyskland | 1.58,48 | Oskars Melbārdis Daumants Dreiškens Lettland                       | 1.58,52 | Rico Peter Bror van der Zijde Schweiz | 1.58,69 |
| Igls        | Francesco Friedrich Martin Grothkopp Tyskland | 1.43,64 | Oskars Melbārdis Daumants Dreiškens Lettland                       | 1.43,95 | Beat Hefti Alex Baumann Schweiz       | 1.44,26 |
| Winterberg  | Rico Peter Simon Friedli Schweiz              | 1.52,33 | Oskars Melbārdis Daumants Dreiškens Lettland                       | 1.52,46 | Beat Hefti Alex Baumann Schweiz       | 1.52,60 |

### Tvåmanna, damer
| Gren:       | Vinnare:                                      | Tid     | Andra:                                          | Tid     | Tredje:                                     | Tid     |
| Lake Placid | Elana Meyers Taylor Cherrelle Garrett USA     | 1.52,68 | Jazmine Fenlator Natalie Deratt USA             | 1.53,80 | Jamie Greubel Poser Lauren Gibbs USA        | 1.54,04 |
| Calgary     | Elana Meyers Taylor Cherrelle Garrett USA     | 1.51,76 | Anja Schneiderheinze Franziska Bertels Tyskland | 1.52,21 | Kaillie Humphries Kate O’Brien Kanada       | 1.52,65 |
| Altenberg   | Elana Meyers Taylor Cherrelle Garrett USA     | 1.55,38 | Elfje Willemsen Annelies Holthof Belgien        | 1.55,49 | Kaillie Humphries Melissa Lotholz Kanada    | 1.55,73 |
| Königssee   | Cathleen Martini Lisa Marie Buckwitz Tyskland | 1.41,88 | Elfje Willemsen Annelies Holthof Belgien        | 1.41,92 | Anja Schneiderheinze Annika Drazek Tyskland | 1.41,96 |
| St. Moritz  | Anja Schneiderheinze Annika Drazek Tyskland   | 2.15,29 | Cathleen Martini Franziska Bertels Tyskland     | 2.15,60 | Jamie Greubel Poser Cherrelle Garrett USA   | 2.15,86 |
| La Plagne   | Elana Meyers Taylor Cherrelle Garrett USA     | 2.01,93 | Jamie Greubel Poser Lauryn Williams USA         | 2.02,17 | Kaillie Humphries Melissa Lotholz Kanada    | 2.02,44 |
| Igls        | Elana Meyers Taylor Lauryn Williams USA       | 1.46,48 | Anja Schneiderheinze Annika Drazek Tyskland     | 1.46,55 | Jamie Greubel Poser Cherrelle Garrett USA   | 1.47,45 |
| Sotji       | Elana Meyers Taylor Cherrelle Garrett USA     | 1.55,48 | Kaillie Humphries Melissa Lotholz Kanada        | 1.56,09 | Jamie Greubel Poser Lauren Gibbs USA        | 1.56,10 |

### Fyrmanna, herrar
| Gren:       | Vinnare:                                                                  | Tid     | Andra:                                                                        | Tid     | Tredje:                                                                   | Tid     |
| Lake Placid | Maximilian Arndt Kevin Korona Joshua Bluhm Ben Heber Tyskland             | 1.49,31 | Oskars Melbārdis Daumants Dreiškens Arvis Vilkaste Jānis Strenga Lettland     | 1.49,35 | Justin Kripps Timothy Randall Bryan Barnett Benjamin Coakwell Kanada      | 1.49,58 |
| Calgary     | Oskars Melbārdis Daumants Dreiškens Arvis Vilkaste Jānis Strenga Lettland | 1.47,84 | Francesco Friedrich Jan Speer Martin Grothkopp Thorsten Margis Tyskland       | 1.48,01 | Maximilian Arndt Kevin Korona Joshua Bluhm Ben Heber Tyskland             | 1.48,30 |
| Altenberg   | Nico Walther Andreas Bredau Marko Hübenbecker Christian Poser Tyskland    | 1.48,11 | Oskars Melbārdis Daumants Dreiškens Arvis Vilkaste Jānis Strenga Lettland     | 1.48,15 | Rico Peter Bror van der Zijde Thomas Amrhein Simon Friedli Schweiz        | 1.48,78 |
| Königssee   | Maximilian Arndt Kevin Korona Alexander Rödiger Ben Heber Tyskland        | 1.37,72 | Nico Walther Andreas Bredau Marko Hübenbecker Jānis Strenga Tyskland          | 1.37,74 | Oskars Melbārdis Daumants Dreiškens Arvis Vilkaste Jānis Strenga Lettland | 1.37,86 |
| St. Moritz  | Oskars Melbārdis Daumants Dreiškens Arvis Vilkaste Jānis Strenga Lettland | 2.09,73 | Francesco Friedrich Gregor Bermbach Martin Grothkopp Thorsten Margis Tyskland | 2.09,91 | Maximilian Arndt Jan Speer Alexander Rödiger Martin Putze Tyskland        | 2.10,11 |
| La Plagne   | Oskars Melbārdis Daumants Dreiškens Arvis Vilkaste Jānis Strenga Lettland | 1.56,61 | Francesco Friedrich Candy Bauer Martin Grothkopp Thorsten Margis Tyskland     | 1.57,13 | Nico Walther Andreas Bredau Marko Hübenbecker Christian Poser Tyskland    | 1.57,55 |
| Igls        | Oskars Melbārdis Daumants Dreiškens Arvis Vilkaste Jānis Strenga Lettland | 1.42,01 | Francesco Friedrich Candy Bauer Martin Grothkopp Thorsten Margis Tyskland     | 1.42,14 | Nico Walther Andreas Bredau Marko Hübenbecker Christian Poser Tyskland    | 1.42,31 |
| Sotji       | Oskars Melbārdis Daumants Dreiškens Arvis Vilkaste Jānis Strenga Lettland | 1.50,03 | Maximilian Arndt Alexander Rödiger Ben Heber Martin Putze Tyskland            | 1.50,67 | Justin Kripps Timothy Randall Bryan Barnett Benjamin Coakwell Kanada      | 1.50,85 |